# Zhang Wangli
Zhang Wangli (* 27. Mai 1996) ist eine chinesische Gewichtheberin, die seit Februar 2019 auch Halterin eines Weltrekords ist.

## Erfolge
Zhang Wangli gewann bei den Asienmeisterschaften des Jahres 2016 eine Goldmedaille und 2019 Silber. Bei den Weltmeisterschaften im Gewichtheben 2018 gewann sie in der Gewichtsklasse bis 71 Kilogramm drei Goldmedaillen.
Im Februar 2019 stellte Zhang einen neuen Weltrekord auf, als sie beim IWF World Cup 2019 in Fuzhou in der Klasse bis 76 kg ein Gewicht von 156 Kilogramm beim Stoßen hob.